# TSC Zweibrücken
Maillots
Dernière mise à jour : 2 avril 2011.
Le TSC Zweibrücken est un club allemand de football localisé à Deux-Ponts en Rhénanie-Palatinat.

## Histoire
Le club a ses racines dans la fondation en 1889 du Turn Verein 1889 Bubenhausen, un cercle gymnique. Ce fut en 1921 que ce club disposa d’une section football qui à partir de 1928 joua sous le nom de Spielvereinigung Bubenhausen ou SpVgg Bubenhausen.
En 1945, le club fut dissous par les Alliés, comme tous les clubs et associations allemands (voir Directive no 23). Il fut rapidement reconstitué et reprit ses activités.
En mai 1948, le SpVgg Bubenhausen fusionna avec le BSC Zweibrücken-Ernstweiler (qui aux origines venait du TV 1891 Ernstweiler) pour former le SC Zweibrücken. 
En 1947, le SC Zweibrücken fut un des fondateurs de la Amateurliga Westpfalz. En 1951, le TV 1889 Bubenhausen engloba le club qui prit son nom actuel de TSC Zweibrücken. La même année, le club se classa 2e en Amateurliga et fut retenu comme fondateur de la 2. Oberliga Südwest, une ligue située au 2e niveau de la hiérarchie, directement sous l’Oberliga Südwest.
Lors de la création de la Bundesliga en 1963, les ligues furent réformées. La 2. Oberliga Südwest fut dissoute et une Regionalliga Südwest fut instaurée. Le TSC Zweibrücken fit partie des fondateurs de cette nouvelle ligue située au niveau 2.
Au terme de la saison 1963-1964, le club évita la relégation grâce à la fusion impliquant le SV Phönix 03 et le TuRa pour former le SV Südwest Ludwigshafen. L’année suivante, le TSC Zweibrücken se classa juste devant les trois descendants. Mais en 1966, il termina dernier et glissa au 3e niveau.
Le club tenta de remonter directement mais échoua de peu. Après quelques saisons en milieu de classement, il retrouva les plus hautes places. Ce fut le cas en 1974, mais à ce moment-là il n’y avait pas de montants en raison de la création de la 2. Bundesliga.
L’année suivante, le club commença à régresser dans la hiérarchie. Il n’évolua plus dans les plus hautes ligues du football allemand.
En 2010-2011, le TSC Zweibrücken évolue en Landesliga (Groupe West), soit au 7e niveau de la hiérarchie de la DFB.